# Battaglia aerea di Dieppe
La battaglia aerea di Dieppe fu la serie di combattimenti aerei che si svolsero il 19 agosto 1942 sopra Dieppe e sopra la Manica fra le forze aeree britanniche che intendevano fornire supporto allo sbarco delle forze canadesi a Dieppe (Operazione Jubilee) e le forze aeree tedesche che intendevano contrastarle. Fu una battaglia aerea fra le più accese della seconda guerra mondiale e si risolse essenzialmente a favore delle forze tedesche.

## Lo sbarco a Dieppe
Il giorno 2 giugno 1940, alle 23.30, si concludeva l'operazione Dynamo, e l'ultimo battaglione del BEF abbandonava il suolo continentale europeo, da quel momento la Gran Bretagna, se voleva rovesciare le sorti della guerra, doveva iniziare a pianificare uno sbarco sul continente. L'ultima esperienza britannica di uno sbarco in forze su un territorio ostile era stato lo sbarco a Gallipoli, che si era concluso in un poco glorioso reimbarco dopo aver subito perdite molto elevate, quindi era necessario sviluppare nuove tattiche e nuovi mezzi per portare a terra gli uomini sufficienti ad un'azione di forza contro le difese tedesche.
Una delle incognite per lo sviluppo della pianificazione del grande sbarco era la consistenza delle difese tedesche, quindi agli inizi del 1942 fu pianificata l'operazione Rutter, destinata a sbarcare una forza di ricognizione sufficiente ad ottenere tutte le informazioni necessarie relativamente alle forze ed alle difese tedesche sulle coste della Manica. Ben presto fu chiaro che era impossibile raccogliere una potenza di fuoco sufficiente a soverchiare le difese tedesche, in quanto la Royal Navy non intendeva rischiare le sue navi da battaglia in acque ristrette come quelle dalla Manica in presenza di una componente aerea nemica abbastanza consistente, mentre il Bomber Command della RAF era restio ad utilizzare i bombardieri strategici in azioni diurne. Date queste premesse fu necessario rivedere le ipotesi operative, puntando, invece che su uno sbarco di forze consistenti, sulla sorpresa e sulla rapidità operativa.
Per questi motivi il piano fu rivisto e rinominato Operazione Jubilee. La scelta del luogo di sbarco si basò essenzialmente sul fatto che per Dieppe era possibile l'avvicinamento in una sola notte e che era entro il raggio di copertura dei caccia della RAF. Le truppe di terra assegnate all'azione furono i canadesi della 2nd Division appoggiate da reparti di commando e ranger. Le operazioni dovevano svolgersi in una sola giornata, con sbarco all'alba e reimbarco nella stessa giornata. Nell'ambito del piano Jubilee i compiti della RAF erano di fornire la superiorità aerea locale agli alleati e di tenere sotto pressione le difese tedesche .
Il supporto di fuoco a terra doveva essere fornito da quattro cacciatorpediniere e da cinque squadron di Hurricane configurati come cacciabombardieri. Scopo della RAF era anche quello di costringere la Luftwaffe ad un combattimento aereo in inferiorità numerica, anche supponendo l'impegno di tutte le forze disponibili in loco, la RAF riteneva di poter comunque ottenere una sensibile superiorità numerica sul cielo di Dieppe .

## La situazione
Le forze aree britanniche che parteciparono alla battaglia erano organizzate nel Fighter Command (Comando caccia), che alla fine del 1940 era l'unità più valutata della forze aeree britanniche, avendo appena vinto la battaglia d'Inghilterra.
ùTuttavia nel corso del 1941 e della prima metà del 1942 il Fighter Command, effettuando le proprie azioni sul territorio francese, aveva fatto suoi gli svantaggi della Luftwaffe nella Battaglia d'Inghilterra, in particolare il fatto che i piloti abbattuti su territorio nemico erano persi, mentre quelli abbattuti su territorio amico potevano rientrare in linea in poche ore. Nei mesi immediatamente precedenti l'operazione (luglio e metà agosto) le perdite del Fighter Command nei cieli francesi erano state di 259 Spitfire contro solo 59 aerei tedeschi. 
La RAF, pur sovrastimando le perdite tedesche, si rendeva conto che la tattica tedesca era quella di attirare le forze britanniche (e canadesi) entro il territorio francese per costringere gli aerei al combattimento quando ormai erano a corto di carburante, pertanto fu tra i principali propugnatori dell'operazione Jubilee nella speranza di poter ingaggiare i tedeschi con forze superiori e sulla costa (quindi con una relativa superiorità operativa rispetto ai tedeschi).

## Le forze in campo[8]

### Alleati
- Royal Air Force
  - Squadron: 3, 32, 43, 87, 174, 175, 245, 253 su Hurricane
    - 2 squadron di Hurricane (configurati come cacciabombardieri, armati con bombe da 250 lb[4])
    - 6 squadron di Hurricane (configurati per l'attacco al suolo, con cannone calibro 20 mm)

  - Squadron 26, 239, 400, 414 su P-51 Mustang (configurati per la ricognizione)
  - Squadron 88, 107, 226, 418, 605 su Boston (bombardieri medi)
  - Squadron 13, 614 su Bristol Blenheim (bombardieri leggeri)
  - Squadron 56, 266, 609 su Hawker Typhoon (cacciabombardieri, usati unicamente come diversivo)
  - Squadron 141 su Beaufighter
  - Squadron 19, 41, 64, 65, 66, 71, 81, 91, 111, 118, 121, 122, 124, 129, 130, 131, 133, 154, 165, 222, 232, 242, 302, 303, 306, 307, 308, 309, 310, 312, 317, 331, 332, 340, 350, 401, 402, 403, 411, 412, 416,485, 501, 602, 610, 611, 616 su Supermarine Spitfire
    - 42 squadron di Spitfire Mk Vb (superiorità aerea)
    - 2 squadron di Spitfire Mk VI (superiorità aerea)
    - 2 squadron di Spitfire Mk IX (scorta ai B-17)
- Royal Canadian Air Force
  - 2 squadron di Spitfire Mk IX (scorta ai B-17)
- United States Army Air Forces
  - 4 squadron del 97th Bomb Group, 8th Air Force su B-17E Flying Fortress (bombardieri pesanti)
  - 3 squadroon del 31st Fighter Group su Spitfire Mk Vb (superiorità aerea)

I piloti dei caccia britannici provenivano da tutti i paesi del Commonwealth e da Belgio, Francia, Cecoslovacchia, Norvegia e Polonia.

### Germania
- Jagdeschwader 2
- Jagdeschwader 26

Ogni Geschwader era organizzato su tre gruppi ed aveva una forza nominale di circa 90 aerei. La maggior parte degli aerei tedeschi era Fw 190 A (alcune squadriglie li utilizzavano in configurazione cacciabombardiere), alcune squadriglie erano su Bf 109 G1. Erano disponibili anche un centinaio di Do 217 E4 (Kampfgeschwader 2 e Kampfgeschwader 40) e alcuni Ju 88 utilizzati come ricognitori.

### Confronto tecnico fra le forze da caccia
Gli aerei che furono impegnati per ottenere la superiorità aerea locale furono quindi principalmente lo Spitfire Mk Vb ed il Fw 190 A. Il primo Fw 190 fu catturato dagli inglesi il 23 giugno 1942 e fu sottoposto a prove comparative con lo Spitfire Mk Vb il 19 luglio. Il rapporto sulle prove indicava:
- superiorità del Fw 190 in velocità a tutte le quote, maggiore (di circa 50 km/h) a quote inferiori 900 m
- capacità di salita del Fw 190 superiore a tutte le quote (di circa 140 m/min), dovuta principalmente al maggiore angolo di cabrata
- maggiore capacità di picchiata
- maggiore accelerazione del Fw 190
- maggiore manovrabilità generale del Fw 190, lo Spitfire era superiore solo nella virata sul piano orizzontale, tuttavia, anche se lo Spitfire riusciva a porsi in coda al Fw 190, questi poteva sfuggire con una "split S"[12] grazie alla sua maggiore manovrabilità verticale.

## La battaglia

### L'appoggio a terra
Le prime operazioni britanniche furono effettuate all'alba (fra le 4.45 e le 5.15) in appoggio diretto agli sbarchi contro le batterie Berneval e Varengville utilizzando Blenheim, Boston, Hurricane e Spitfire. Nonostante le spiegamento di forze (tre squadron di bombardieri medi e 6 squadron di cacciabombardieri) gli effetti furono deludenti, nessuna batteria messa fuori uso e poche armi distrutte sui promontori ad est ed ovest di Dieppe. Inoltre lo sbarco a Puys (ad est di Dieppe) fu immediatamente bloccato dalle artiglierie tedesche, nonostante l'appoggio dei Boston e degli Hurricane (Squadron 32). Lo sbarco principale, sulle spiagge "Red" e "White", direttamente di fronte a Dieppe, fu supportato alle 4.50 da 12 Hurricane dello Squadron 43 armati di cannone, che, contrastati dalla difesa contraerea, persero 7 velivoli. Lo scontro proseguì con interventi dei Boston (Squadron 226) che stesero cortine fumogene per permettere ai mezzi da sbarco di avvicinarsi e da quattro squadron di Hurricane che mitragliarono e bombardarono le posizioni tedesche, successivamente intervennero i Blenheim e nuovamente i Boston. Alle 5.23, quando il primo mezzo da sbarco giunse a terra, le operazioni di appoggio diretto furono sospese, dopo aver ottenuto scarsi risultati sull'integrità delle difese.
Gli attacchi al suolo dopo le 6.00 si concentravano sulle batterie poste all'interno (Boston) e sul comando della 110ª Divisione (Hurricane), la cui contraerea comunque abbatteva quattro dei sei aerei attaccanti. Successivamente gli Hurricane arrivarono sul cielo di Dieppe ad intervalli di 20 minuti, mentre i Boston arrivavano con intervalli più lunghi. L'ultimo attacco offensivo fu portato alle 10.10 sui due promontori da 24 Boston e 22 Hurricane in configurazione cacciabombardiere, azione che comunque non ebbe effetti sensibili. Le ulteriori azioni, condotte principalmente dai Boston dello Squadron 226, furono la creazione di cortine fumogene per coprire il reimbarco delle forze terrestri, l'ultima di queste azioni avvenne alle 12.43, poco prima della resa dei reparti rimasti sulle spiagge.
Poco dopo le 11 entrarono in azione i B-17 del 97th Bomb Group, scortati dagli Spitfire IX sull'aeroporto di Abbeville-Drucat (sede del 'II Gruppo del 2.Jagdgeswader), con scarsi risultati, i B-17 rientrarono senza essere attaccati dalla caccia tedesca. Mentre i B-17 rientravano alla base, gli Spitfire IX della RCAF scesero a 3000 m ed ingaggiarono una formazione di Do 217 scortata da Fw 190, l'attacco degli Spitfire danneggiò diversi Do 217 ed abbatté almeno un Fw 190.
I primi bombardieri del KG 2 arrivarono alle 10.00, tentando un attacco sulle navi britanniche, subendo perdite notevoli ad opera della caccia. Alle 11.20 i Fw 190 del 10 Jabo/JG 26 in configurazione cacciabombardieri attaccarono le navi al largo, senza provocare danni degni di nota.
Alle 11.15 gli Hurricane (Squadron 43) attaccavano il promontorio ed est di Dieppe, ma, in seguito ad ulteriori richieste di appoggio, riapparvero solo dopo le 12, scortati da Spitfire.
A Pourville, invece, la RAF non fu in grado di fornire appoggio alle truppe terrestri, che furono ripetutamente mitragliate dagli aerei tedeschi.
Gli ultimi attacchi a terra della RAF proseguirono fino alle 13.45, provocando vittime anche fra i canadesi ormai prigionieri dei tedeschi.

### La superiorità aerea
Alle 6.00 era completato lo schieramento sul cielo di Dieppe della caccia britannica, che aveva l'ordine tassativo di impedire qualsiasi attacco della Luftwaffe agli uomini ed ai mezzi navali. La contraerei tedesca comunque provocò danni sensibili alle forze di attacco. I primi aerei tedeschi ad arrivare in zona di operazioni furono i Fw 190 del 5.Staffeln JG 26 all 6.15, poco dopo arrivava tutto il gruppo. Alle 6.43 cadeva il primo Spitfire. Nel corso di questa azione il tenente Junkin, 307th Fightrer Squadron del 31st Fighter Group otteneva il primo successo ai danni di un aereo tedesco nei cieli europei da parte dell'USAAF.
I caccia tedeschi ricomparvero sul teatro operativo alle 11.30, dando inizio ad una serie di combattimenti che si protrasse fino alle 13, mentre altri Fw 190 del 10.Jabo attaccavano le navi britanniche. Ulteriori combattimenti proseguirono mentre le forze navali si ritiravano, portando al danneggiamento da parte di un Fw 190 del 10(Jabo)/JG 2 con una bomba da 500 kg del cacciatorpediniere HMS Berkeley, che sarà evacuato ed affondato. L'ultimo abbattimento da parte tedesca fu segnalato alle 19.43.

## Il bilancio
Le perdite degli alleati nel corso della battaglia furono 106 velivoli abbattuti (55 Spitfire Vb, 3 Spitfire VI, 7 Spitfire IX, 21 Hurricane, 2 Typhoon, 10 Mustang, 6 Boston, 2 Blenheim IV), e 140 aerei danneggiati. Le perdite tedesche furono di 48 aerei (esattamente la metà di quelli stimati come "certamente distrutti" dal servizio informazioni britannico), 23 caccia (tutti Fw 190) e 25 bombardieri (19 Do 217 e 5 Ju 88) e 24 aerei danneggiati.
Il pilota tedesco Josef Wurmheller del 1./JG 2 in quella sola giornata ottenne la qualifica di "asso" con l'abbattimento di 5 Spitfire e un Blenheim.
Resta comunque il fatto che in realtà il Fighter Command assicurò una limitata superiorità aerea sopra le spiagge, come si vede dal fatto che le perdite di bombardieri furono superiori per i tedeschi rispetto a quelle degli alleati, ma fu una superiorità guadagnata con un prezzo di caccia assolutamente spropositato rispetto ai caccia persi dai tedeschi.